# Alfheim

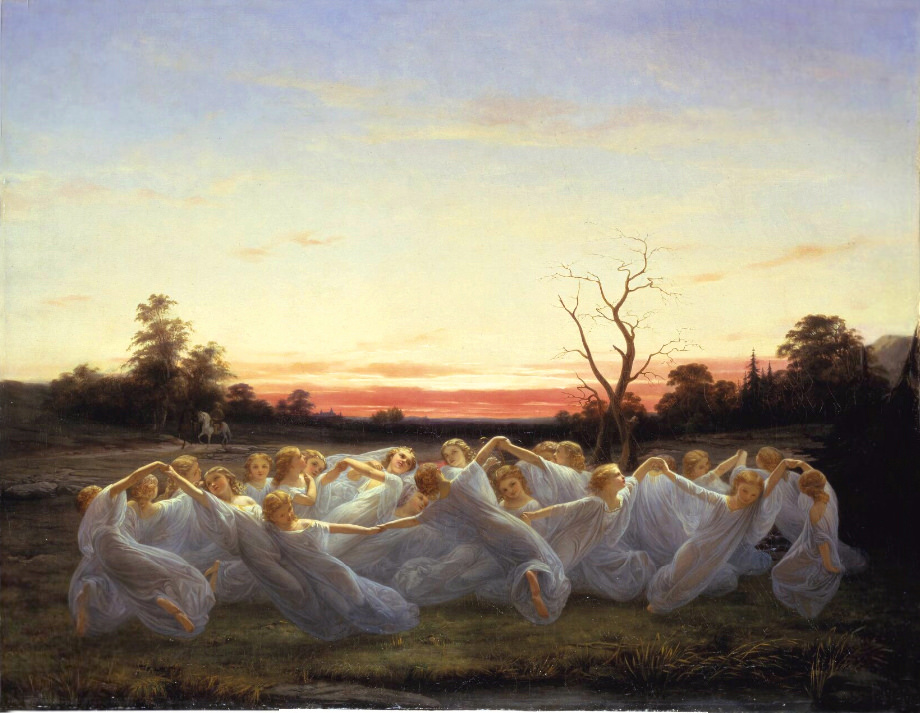
Nils Blommér: Mezei tündérek (1850)

Alfheim (ó-skandináv: Ālfheimr) egyike a kilenc világnak a skandináv mitológiában, az álfok (elfek) hona. Itt lakott Frey is, aki gyerekkorában kapta ajándékba az istenektől. Sokszor Ljusalfaheim-nek (Fényálfhon)  hívják, hogy megkülönböztessék a Svartalfheimtől. 
Benne van többek között Breidablick, Balders otthona; Glitne, Forseti otthona és Himinbjörg, Heimdall otthona.
Az Edda is megemlíti:
Ébenvölgy, ékes neve

a helynek, hol Ull

házát építtette;

Freynek Álf-hon

adatott hajdan

isteni ajándékul.

## Fordítás
- Ez a szócikk részben vagy egészben  az   Alfheim című svéd Wikipédia-szócikk fordításán alapul.  Az eredeti cikk szerkesztőit annak laptörténete sorolja fel. Ez a jelzés csupán a megfogalmazás eredetét és a szerzői jogokat jelzi, nem szolgál a cikkben szereplő információk forrásmegjelöléseként.
- Ez a szócikk részben vagy egészben  az   Álfheimr című angol Wikipédia-szócikk fordításán alapul.  Az eredeti cikk szerkesztőit annak laptörténete sorolja fel. Ez a jelzés csupán a megfogalmazás eredetét és a szerzői jogokat jelzi, nem szolgál a cikkben szereplő információk forrásmegjelöléseként.